# ریموند کالیولاید
ریموند کالیولاید (استونیایی: Raimond Kaljulaid؛ زادهٔ ۲۷ ژانویهٔ ۱۹۸۲) سیاستمدار و نماینده مجلس اهل استونی است.